# Selbstbildnis als David
Das Selbstbildnis als David ist ein Gemälde des venezianischen Malers Giorgione (eigentlich Giorgio da Castelfranco, 1478 – ca. 1510). Das Werk befindet sich in der Sammlung des Herzog Anton Ulrich-Museums in Braunschweig.

## Das Werk
Das Selbstbildnis ist in Öl auf Leinwand ausgeführt. Es zeigt den Kopf eines jungen Mannes im Viertelprofil. Sein Oberkörper ist im Profil nach rechts gewandt und das Kinn ist erhoben. Sein Blick ist dem Betrachter direkt zugewandt. Er hat ein bartloses Gesicht und lange dunkle Haare, die auf die Schulter fallen. Über einem grünen Wams trägt er einen Kürass, der auf der rechten Schulter metallischen Spiegelglanz zeigt.
Die Farbwahl umfasst überwiegend dunkle Brauntöne, aber auch Ocker und Siena zur Darstellung der Hautfarbe.
Im linken, unteren Bildabschnitt ist die Farbwahl komplexer, vor allem für die Abbildung der Kleidungsdetails und die Wiedergabe der metallischen Reflexionen der Rüstung.
Details des umgebenden Raumes sind nicht erkennbar. Das Bild ist allein auf die Darstellung der Person beschränkt.

## Provenienz und Zuschreibung

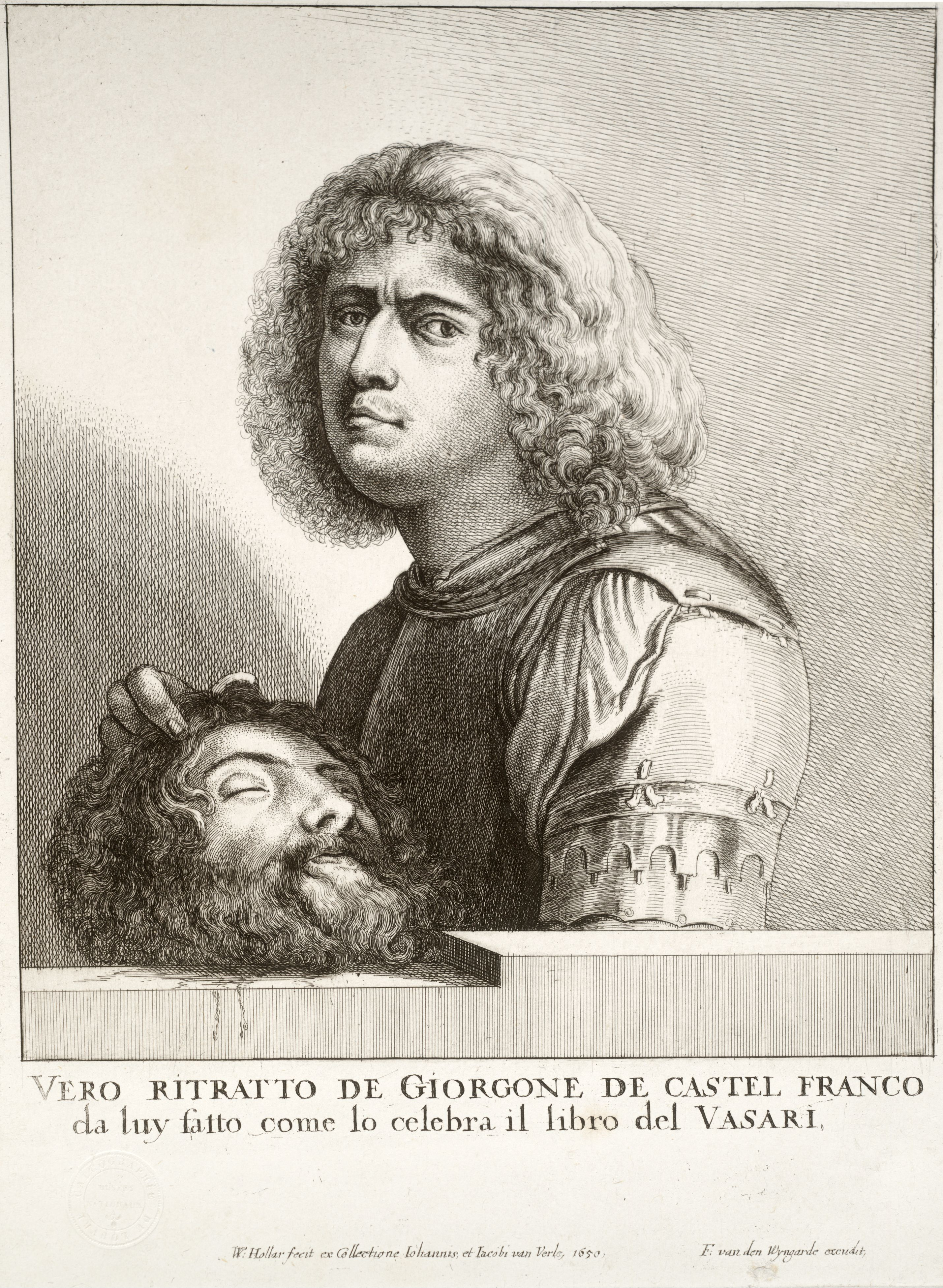
„Giorgione als David mit Goliaths Haupt“,
Radierung von Wenzel Hollar, 1650

Der Titel des Werkes erscheint zunächst rätselhaft. Für den heutigen Betrachter ist keine Verbindung zum biblischen König David erkennbar. Das Porträt ist jedoch nicht in seinem ursprünglichen Zustand erhalten. Bereits vor seinem Ankauf für die Gemäldesammlung der Braunschweiger Herzöge wurde es seitlich und unten beschnitten. Den ursprünglichen Zustand zeigt, allerdings spiegelverkehrt, eine Radierung von Wenzel Hollar aus dem Jahr 1650. Das Gemälde befand sich zu jener Zeit in der Sammlung des Jacob van Verle in Antwerpen. Der Künstler ist hier als „Giorgione als David mit Goliaths Haupt“ dargestellt. Ein Exemplar dieser Radierung befindet sich auch im Bestand des Herzog Anton Ulrich-Museums.
Zwischen 1650 und 1737 muss das Bild beschnitten worden sein. 1737 wurde es in seinem heutigen Zustand für die herzogliche Sammlung erworben, die sich damals im Schloss Salzdahlum bei Wolfenbüttel befand. 1776 erscheint es im ersten, gedruckten Bestandskatalog zunächst als „Selbstbildnis des Raffael“, später wurde es Dosso Dossi zugeschrieben. Spätestens 1899 wird es im Verzeichnis des Herzog Anton Ulrich-Museums als Werk Giorgiones bezeichnet, mit dem Titel „Des Meisters Selbstbildnis“ und mit seiner heutigen Inventarnummer. Erst Carl Justi und Franz Wickhoff deckten 1908 die Verbindung des Gemäldes mit der Hollar-Radierung auf. Seinen heutigen Titel trägt das Werk daher erst seit Beginn des 20. Jahrhunderts.

## Rezeption und Interpretation
Es wird mit Sicherheit davon ausgegangen, dass der Maler und Künstlerbiograph Giorgio Vasari dieses Porträt im Jahr 1566 in einem Palazzo der Familie Grimani in Venedig sah. Er fertigte eine Skizze an, die er als Vorlage zum Giorgione-Portrait der 1568 erschienenen zweiten Auflage seiner „Die Leben der hervorragendsten Maler, Bildhauer und Architekten“ verwenden ließ. Darin erwähnt Vasari auch, dass sich Giorgione als biblischer König dargestellt habe. Die Beschreibung des Selbstporträts als David, der den Kopf des Goliath hält, geht auf Vasari zurück.
Der aus armen Verhältnissen stammende Maler präsentiert sich also selbst als König David und vergleicht sich damit selbstsicher mit dem biblischen Helden. Er verwendet den biblischen Mythos als Allegorie, um sein Können und seine Bedeutung als Künstler hervorzuheben. Dies ist vermutlich das erste allegorische Selbstporträt in der Kunstgeschichte Europas.
Das Werk beeinflusste bedeutende Künstler und Schriftsteller wie Wolfgang Hildesheimer und Samuel Beckett. Beckett besuchte das Braunschweiger Museum im Dezember 1936 und berichtete in seinen Briefen insbesondere über Giorgiones Selbstporträt.
Der Maler starb einige Monate nach der Anfertigung dieses Porträts vermutlich an der Pest. Giorgione selbst oder einer seiner Schüler fertigte nach diesem Bild ein zweites Porträt im Format 31,5 × 28,5 cm an, das sich heute im Szépművészeti Múzeum in Budapest befindet.